# Sainte-Maure-de-Peyriac
Sainte-Maure-de-Peyriac é uma comuna francesa na região administrativa da Nova Aquitânia, no departamento Lot-et-Garonne. Estende-se por uma área de 23,36 km². Em 2010 a comuna tinha 332 habitantes (densidade: 14,2 hab./km²).